# Diecezja Yoro
Diecezja Yoro – łac. Dioecesis Yorensis – diecezja Kościoła rzymskokatolickiego w Hondurasie. Należy do metropolii San Pedro Sula. Została erygowana 19 września 2005.

## Ordynariusze
- Jean-Louis Giasson PME (2005 – 2014)
- Héctor David García Osorio (2014 – 2025)